# Cinéma religieux
L'appellation de cinéma religieux fait référence à un genre cinématographique dont le scénario contient des éléments relevant du domaine des croyances, des doctrines, des récits religieux ou de la spiritualité, et de leur impact sur la vie privée ou publique des personnages principaux.
Ci-dessous, une liste de films illustrant ce genre :

## Liste
| Année de sortie | Titre                                     | Réalisateur-producteur | Pays de sortie |
| --------------- | ----------------------------------------- | ---------------------- | -------------- |
| 2002            | Amen.                                     | Costa-Gavras           |                |
| 1969            | Andreï Roublev                            |                        |                |
| 1961            | Barabbas                                  |                        |                |
| 1925            | Ben-Hur                                   |                        |                |
| 1959            | Ben-Hur                                   |                        |                |
| 2003            | Bruce tout-puissant                       |                        |                |
| 1990            | China Cry (en)                            |                        |                |
| 2003            | Conspiracy of Silence (en)                |                        |                |
| 2005            | Constantine                               |                        |                |
| 2011            | Courageous                                |                        |                |
| 2006            | Délivrez-nous du mal                      |                        |                |
| 1960            | Elmer Gantry le charlatan                 |                        |                |
| 1992            | En toute bonne foi                        |                        |                |
| 2001            | Escape from hell (en)                     |                        |                |
| 2006            | Esther, reine de Perse                    |                        |                |
| 2007            | Evan tout-puissant                        |                        |                |
| 2006            | Facing the Giants                         |                        |                |
| 2006            | Faith Like Potatoes                       |                        |                |
| 2008            | Fireproof                                 |                        |                |
| 2003            | Flywheel (en)                             |                        |                |
| 2007            | Gabriel                                   |                        |                |
| 1973            | Godspell (film)                           | David Greene           | États-Unis     |
| 1935            | Golgotha                                  |                        |                |
| 2013            | Home Run (en)                             |                        |                |
| 2013            | Horns                                     |                        |                |
| 2000            | Islam: Empire of Faith (en)               |                        |                |
| 1994            | Jacob                                     |                        |                |
| 1963            | Jacob et Esaü                             |                        |                |
| 1900            | Jeanne d'Arc                              |                        |                |
| 1948            | Jeanne d'Arc                              |                        |                |
| 1999            | Jeanne d'Arc                              |                        |                |
| 1999            | Jeanne d'Arc                              |                        |                |
| 1979            | Jésus                                     |                        |                |
| 1973            | Jesus Christ Superstar                    |                        |                |
| 1989            | Jésus de Montréal                         |                        |                |
| 1977            | Jésus de Nazareth                         |                        |                |
| 1935            | Jeanne d'Arc                              |                        |                |
| 1979            | Joni (en)                                 |                        |                |
| 1951            | Journal d'un curé de campagne             |                        |                |
| 1997            | L'Associé du diable                       |                        |                |
| 1964            | L'Évangile selon saint Matthieu           |                        |                |
| 1965            | L'Extase et l'Agonie                      |                        |                |
| 1966            | La Bible                                  |                        |                |
| 1988            | La Dernière Tentation du Christ           |                        |                |
| 1970            | La Faute de l'abbé Mouret                 |                        |                |
| 1928            | La Passion de Jeanne d'Arc                |                        |                |
| 2004            | La Passion du Christ                      |                        |                |
| 1965            | La Plus Grande Histoire jamais contée     |                        |                |
| 1988            | La Septième Prophétie                     |                        |                |
| 1953            | La Tunique                                |                        |                |
| 1943            | Le Chant de Bernadette                    |                        |                |
| 1997            | Le Destin                                 |                        |                |
| 2000            | Left Behind: The Movie (en)               |                        |                |
| 2002            | Left Behind II: Tribulation Force (en)    |                        |                |
| 2005            | Left Behind: World at War (en)            |                        |                |
| 1968            | Le Franciscain de Bourges                 |                        |                |
| 2005            | Le Grand Silence                          |                        |                |
| 1976            | Le Message                                |                        |                |
| 1976            | Le Messie                                 |                        |                |
| 1998            | Le Prince d'Égypte                        |                        |                |
| 2010            | Le Royaume de Salomon                     |                        |                |
| 1961            | Léon Morin, prêtre                        |                        |                |
| 1923            | Les Dix Commandements                     |                        |                |
| 1956            | Les Dix Commandements                     |                        |                |
| 1950            | Les Onze Fioretti de François d'Assise    |                        |                |
| 1968            | Les Souliers de saint Pierre              |                        |                |
| 2010            | Like Dandelion Dust (en)                  |                        |                |
| 1972            | Marjoe                                    |                        |                |
| 1953            | Martin Luther                             |                        |                |
| 2001            | Megiddo: The Omega Code 2 (en)            |                        |                |
| 1947            | Monsieur Vincent                          |                        |                |
| 1979            | Monty Python : La Vie de Brian            |                        |                |
| 1998            | Noah (en)                                 |                        |                |
| 2014            | Noé                                       |                        |                |
| 2007            | Noëlle (en)                               |                        |                |
| 2015            | Old Fashioned (en)                        |                        |                |
| 2005            | Ordre et Châtiment, le péché de nos pères |                        |                |
| 2010            | Preacher's Kid (en)                       |                        |                |
| 1951            | Quo vadis                                 |                        |                |
| 2007            | Saint Mary (en)                           |                        |                |
| 2011            | Soul Surfer                               |                        |                |
| 1987            | Sous le soleil de Satan                   |                        |                |
| 2008            | Sunday School Musical                     |                        |                |
| 2005            | The Gospel                                | Rob Hardy              | États-Unis     |
| 1975            | The Hiding Place                          |                        |                |
| 2002            | The Magdalene Sisters                     |                        |                |
| 1971            | The Night God Screamed (en)               |                        |                |
| 1999            | The Omega Code                            |                        |                |
| 2006            | The Second Chance (en)                    |                        |                |
| 2009            | The Secrets of Jonathan Sperry (en)       |                        |                |
| 1974            | The Story of Jacob and Joseph (en)        |                        |                |
| 2007            | The Ten Commandments (en)                 |                        |                |
| 2002            | Time Changer (en)                         |                        |                |
| 1991            | Vie pour vie : Maximilien Kolbe           | Krzysztof Zanussi      | Pologne        |
| 2006            | Unidentified (en)                         | Rich Christiano        | États-Unis     |
| 2011            | Young Abraham (en)                        |                        |                |